# 電波法施行令
電波法施行令（でんぱほうしこうれい、平成13年7月23日政令第245号)）は、電波法に基づき、登録証明機関の登録および指定較正機関の指定の有効期間、無線従事者の操作及び監督の範囲、
指定無線設備小売業者が行う無線局の免許の取得義務の告知方法、伝搬障害防止区域の指定、電波法令の手数料を免除する独立行政法人の指定などを定めることを目的とする政令である。

## 構成
2025年（令和7年）4月1日現在
第1条 検査等事業者に係る登録の有効期間
第1条の2 登録証明機関に係る登録の有効期間
第2条 政令で定める海上特殊無線技士等の操作及び監督の範囲
第3条 操作及び監督の範囲
第4条 非常時運用人による無線局の運用に関する読替え
第5条 免許人以外の者による特定の無線局の簡易な操作による運用に関する読替え
第6条 登録人以外の者による登録局の運用に関する読替え
第7条 登録周波数終了対策機関に係る登録の有効期間
第8条 伝搬障害防止区域の指定等に係る告示
第9条 伝搬障害防止区域を表示する図面
第10条 情報通信の技術を利用する方法
第11条 指定較正機関に係る指定の有効期間
第12条 電波利用料の納付を要しない無線局
第13条 手数料の納付を要しない独立行政法人
附則

## 概要
本政令の前身は、#沿革にある政令である。
政令に無線従事者の操作範囲が規定されていたのは、海技従事者、航空従事者に無線通信を扱う種別が含まれており、これらを所管する運輸省（現・国土交通省）との調整が必要なためである。
特殊無線技士の種別は政令に定めることとされていたため、需要がある度に新しい種別が制定されていた。
中央省庁再編に伴い、手数料関係の財務省、伝搬障害防止区域関係の国土交通省、小売業者関係の経済産業省などの他省庁と共管する事項を含めて本政令が制定された。

## 沿革

### 無線従事者操作範囲令
1958年（昭和33年）- 昭和33年政令第306号制定
- 電波法に規定されていた無線通信士・無線技術士・アマチユア無線技士の操作範囲、電波法施行規則に規定されていた特殊無線技士の種別および操作範囲が規定された。
  - 新設された電信級アマチユア無線技士・電話級アマチユア無線技士の操作範囲が規定された。
- 電話級アマチユア無線技士とみなされた旧第二級アマチユア無線技士は、施行の日から5年間は従前の操作範囲の操作もできるものとされた。
- 特殊無線技士（フアクシミリ）は特殊無線技士（無線電話乙）に、特殊無線技士（多重無線装置）は特殊無線技士（多重無線設備）にみなされた。
  - 従前の特殊無線技士は、従前の操作範囲の操作もできるものとされた。

拗音の表記は原文ママ
1971年（昭和46年）- 昭和46年政令第164号による一部改正
- 特殊無線技士（無線電話丙）が制定され操作範囲が規定された。

1982年（昭和57年）- 昭和57年政令第195号による一部改正
- 特殊無線技士（国際無線電話）が制定され操作範囲が規定された。

1984年（昭和59年）- 昭和59年政令第2号による一部改正
- 特殊無線技士（無線電話丁）が制定され操作範囲が規定された。

### 無線従事者の操作の範囲等を定める政令
1989年（平成元年）- 平成元年政令第325号制定
- 従前の無線通信士・無線技術士が総合・海上・航空・陸上の分野別に、アマチュア無線技士が第一級から第四級と能力順に再編されたのをうけ、これらの操作及び監督の範囲が規定された。
- 従前の特殊無線技士が海上特殊無線技士・航空特殊無線技士・陸上特殊無線技士に再編されたことをうけ、次のように細分され、操作及び監督の範囲が規定された。
  - 第一級・第二級・第三級・レーダー級海上特殊無線技士
  - 航空特殊無線技士
  - 第一級・第二級・第三級・国内電信級陸上特殊無線技士

1990年（平成2年）- 平成2年政令第216号による一部改正
- 新設された第一級・第二級・第三級海上無線通信士の操作及び監督の範囲が規定され、第三級陸上特殊無線技士の操作及び監督の範囲が改正された。

### 電波法施行令
2001年（平成13年）
- 平成13年7月23日政令第245号制定

制定時の構成は次のとおり。
第1条 検査等事業者に係る登録の有効期間
第2条 政令で定める海上特殊無線技士等の操作及び監督の範囲
第3条 操作及び監督の範囲
第4条 伝搬障害防止区域の指定等に係る告示
第5条 伝搬障害防止区域を表示する図面
第6条 情報通信の技術を利用する方法
第7条 手数料の納付を要しない独立行政法人
- 平成13年政令第422号による一部改正
  - 第3条 第三級総合無線通信士及び第三級陸上特殊無線技士の操作及び監督の範囲が改正された。

2003年（平成15年）
- 平成15年政令第363号による一部改正
  - 第6条の2 電波利用料を加算する期間及び金額が追加された。
- 平成15年政令第501号による一部改正

第6条の2 電波利用料を加算する期間及び金額
が、
第6条の2 指定較正機関に係る指定の有効期間
第6条の3 電波利用料を加算する期間及び金額
と改められた。
2004年（平成16年）- 平成16年政令第228号による一部改正
- 第3条の2 登録周波数終了対策機関に係る登録の有効期限が追加された。

2005年（平成17年）- 平成17年政令第159号による一部改正
第3条の2 登録周波数終了対策機関に係る登録の有効期限
第4条 伝搬障害防止区域の指定等に係る告示
第5条 伝搬障害防止区域を表示する図面
第6条 情報通信の技術を利用する方法
第6条の2 指定較正機関に係る指定の有効期間
第6条の3 電波利用料を加算する期間及び金額
第7条 手数料の納付を要しない独立行政法人
が、
第4条 登録周波数終了対策機関に係る登録の有効期限
第5条 伝搬障害防止区域の指定等に係る告示
第6条 伝搬障害防止区域を表示する図面
第7条 情報通信の技術を利用する方法
第8条 指定較正機関に係る指定の有効期間
第9条 既開設局に係る電波利用料を加算する期間及び金額
第10条 特定公示局に係る電波利用料を加算する期間及び金額
第11条 手数料の納付を要しない独立行政法人
と改められた。
2008年（平成20年）
- 平成20年政令第50号による一部改正

第4条 登録周波数終了対策機関に係る登録の有効期限
第5条 伝搬障害防止区域の指定等に係る告示
第6条 伝搬障害防止区域を表示する図面
第7条 情報通信の技術を利用する方法
第8条 指定較正機関に係る指定の有効期間
第9条 既開設局に係る電波利用料を加算する期間及び金額
第10条 特定公示局に係る電波利用料を加算する期間及び金額
第11条 手数料の納付を要しない独立行政法人
が、
第4条 非常時運用人による無線局の運用に関する読替え
第5条 登録人以外の者による登録局の運用に関する読替え
第6条 登録周波数終了対策機関に係る登録の有効期限
第7条 伝搬障害防止区域の指定等に係る告示
第8条 伝搬障害防止区域を表示する図面
第9条 情報通信の技術を利用する方法
第10条 指定較正機関に係る指定の有効期間
第11条 既開設局に係る電波利用料を加算する期間及び金額
第12条 特定公示局に係る電波利用料を加算する期間及び金額
第13条 手数料の納付を要しない独立行政法人
と改められた。
- 平成20年政令第287号による一部改正

第5条 登録人以外の者による登録局の運用に関する読替え
第6条 登録周波数終了対策機関に係る登録の有効期限
第7条 伝搬障害防止区域の指定等に係る告示
第8条 伝搬障害防止区域を表示する図面
第9条 情報通信の技術を利用する方法
第10条 指定較正機関に係る指定の有効期間
第11条 既開設局に係る電波利用料を加算する期間及び金額
第12条 特定公示局に係る電波利用料を加算する期間及び金額
第13条 手数料の納付を要しない独立行政法人
が、
第5条 免許人以外の者による特定の無線局の簡易な操作による運用に関する読替え
第6条 登録人以外の者による登録局の運用に関する読替え
第7条 登録周波数終了対策機関に係る登録の有効期限
第8条 伝搬障害防止区域の指定等に係る告示
第9条 伝搬障害防止区域を表示する図面
第10条 情報通信の技術を利用する方法
第11条 指定較正機関に係る指定の有効期間
第12条 既開設局に係る電波利用料を加算する期間及び金額
第13条 特定公示局に係る電波利用料を加算する期間及び金額
第14条 電波利用料の納付を要しない無線局
第15条 納付受託者の指定要件
第16条 手数料の納付を要しない独立行政法人
と改められた。
2011年（平成23年）- 平成23年政令第181号による一部改正
第1条 登録証明機関に係る登録の有効期間
が、
第1条 検査等事業者に係る登録の有効期間
第1条の2 登録証明機関に係る登録の有効期間
と改められた。
2014年（平成26年）- 平成26年政令第297号による一部改正
第12条 既開設局に係る電波利用料を加算する期間及び金額
第13条 特定公示局に係る電波利用料を加算する期間及び金額
第14条 電波利用料の納付を要しない無線局
第15条 納付受託者の指定要件
第16条 手数料の納付を要しない独立行政法人
が、
第12条 特定公示局に係る電波利用料を加算する期間及び金額
第13条 電波利用料の納付を要しない無線局
第14条 納付受託者の指定要件
第15条 手数料の納付を要しない独立行政法人
と改められた。
2018年（平成30年）
- 平成30年政令第28号による一部改正

第12条 特定公示局に係る電波利用料を加算する期間及び金額
第13条 電波利用料の納付を要しない無線局
第14条 納付受託者の指定要件
第15条 手数料の納付を要しない独立行政法人
が、
第12条 電波利用料の納付を要しない無線局
第13条 納付受託者の指定要件
第14条 手数料の納付を要しない独立行政法人
と改められた。
- 平成30年政令第219号による一部改正
  - 第3条 第三級総合無線通信士、第四級海上無線通信士および第一級・第二級海上特殊無線技士の操作及び監督の範囲が改正

2019年（平成31年）- 平成31年政令第19号による一部改正
- 第3条 第二級・第三級総合無線通信士及び第一級・第二級陸上特殊無線技士の操作及び監督の範囲が改正

2023年（令和5年）
- 令和5年政令第45号による一部改正

第13条 納付受託者の指定要件
第14条 手数料の納付を要しない独立行政法人
が、
第13条 手数料の納付を要しない独立行政法人
と改められた。